# Jacques Ekomié
Jacques Ekomié, né le 19 août 2003 à Libreville, est un footballeur international gabonais qui évolue au poste d'arrière gauche à Angers SCO.

## Biographie

### Carrière en club
Né à Libreville au Gabon, Jacques Ekomié arrive ensuite en France, à Mérignac, où il commence à jouer au football, avant de rejoindre les Girondins de Bordeaux en 2021,,, où il commence sa carrière professionnelle en championnat du Gabon. Il joue son premier match avec l'équipe première du club le 2 janvier 2022 en Coupe de France,,.
L'été suivant, il signe son premier contrat professionnel avec le club de Ligue 1 qui vient de subir une relégation historique,,. Il joue ainsi en Ligue 2 pour la saison 2022-2023.
Le 31 juillet 2024, alors que les Girondins de Bordeaux sont en redressement judiciaire et ont dû libérer leurs joueurs, l'Angers SCO engage Jacques Ekomié et son coéquipier Emmanuel Biumla,.

### Carrière en sélection
En mai 2022, Jacques Ekomié est convoqué pour la première fois avec l'équipe senior du Gabon.
Encore convoqué l'année suivante, il honore sa première sélection le 23 mars 2023, à l'occasion d'une rencontre de qualifications à la Coupe d'Afrique 2023 contre le Soudan,.